# Pragrande
Pragrande je gradska četvrt u Puli koja administrativno pripada mjesnom odboru Gregovica.
Pragrande sa sjevera ograničuje Gregovica, s istoka Valdebek, s juga Drenovica, a sa zapada Sv. Mihovil.
Područje Pragrandea zatvara trokut omeđen Mutilskom ulicom, dijelom pulske zaobilaznice (Cesta Prekomorskih brigada), te Ulicom Marsovog polja. Ovdje se nalaze brojna poljoprivredne površine gotovo u samom centru grada.
Na sjeverozapadnom dijelu Pragrandea, gdje je sada smještena Policijska uprava Istarska, pronađeno je relativno veliko područje s brojnim ljudskim ostacima, pa se vjeruje da je upravo ovo mjesto talijanski pjesnik Dante Alighieri opjevao u svojoj Božanskoj komediji spomenuvši Pulu u sljedećim stihovima: come a Pola, presso del Carnaro ch'Italia chiude e i suoi termini bagna ili ... i ko što su [grobne rake] kod Pule, blizu žala, gdje Kvarner među Italije pere, ... (Pakao IX, 113-114).